# Prince Noir (1759)
La Prince Noir est une corvette en service dans la Marine royale française entre 1756 et 1762.

## Histoire
En 1759, le Prince Noir, commandée par Pierre-Joseph Kergariou de Roscouet, accompagnait l'escadre de 21 vaisseaux du maréchal de France Hubert de Brienne de Conflans concentrée à Brest en vue d'un débarquement en Angleterre. Elle est présente à la bataille des Cardinaux le 20 novembre 1759.
Au lendemain de la défaite française, le Prince Noir se réfugie avec 7 vaisseaux, le Brillant, le Robuste, l’Inflexible, le Glorieux, l’Éveillé, le Dragon et le Sphinx, accompagnés de deux frégates — la Vestale et l’Aigrette — et d’une autre corvette — la Calypso — dans l’estuaire de la Vilaine. En raison du manque de visibilité, le Glorieux et l’Éveillé s’envasent. Si les dommages de l’Éveillé sont sans conséquences, le Glorieux déplore une voie d’eau ; l’Inflexible, d’autre part, a perdu ses mâts de misaine et de beaupré.
Il faut plus de deux ans et demi d'effort aux deux officiers nommés par le duc d'Aiguillon, Charles-Henri-Louis d'Arsac de Ternay et Charles Jean d'Hector, pour sortir les navires de l’embouchure de la Vilaine. 
Dans la nuit du 24 au 25 mai 1760, le Prince Noir parvient à tromper la vigilance anglaise et à s'échapper. Il gagne ensuite les Antilles.